# Undine (Reinecke)

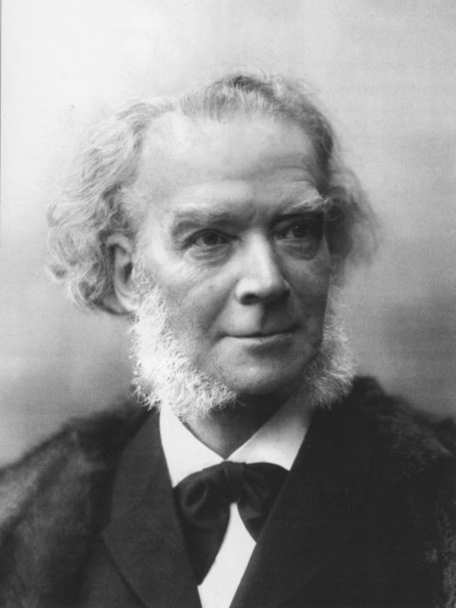
Carl Reinecke, 1890

Undine ist der Titel einer Sonate für Flöte und Klavier des deutschen Komponisten Carl Reinecke (1824–1910). Das Werk entstand 1882, steht in der Tonart e-Moll und trägt die Opuszahl 167. Der Werktitel ist durch das Märchen Undine von Friedrich de La Motte Fouqué inspiriert.

## Entstehung, Uraufführung und Rezeption
Die Sonate wurde im Juli 1882 angekündigt und erschien wahrscheinlich Ende September 1882 als das Opus 167 von Carl Reinecke im Verlag Robert Forberg in Leipzig, etwa zeitgleich auch bei Rudall, Carte & Co. in London. Widmungsträger war Wilhelm Barge, damaliger Soloflötist des Gewandhausorchesters. Nach Henrik Wiese fand die früheste nachweisbare Aufführung der Sonate am 15. Februar 1883 in Paris statt, gespielt von Paul Taffanel und Louis Diémer. Wahrscheinlich brachten aber schon Ende 1882 Emil Paur (Klavier) und Alfred Wernicke (Flöte) in Mannheim das Werk zur Aufführung. In der Folge übernahmen rasch weitere Flötisten das Werk in ihr Repertoire, das zu den wichtigsten und meistgespielten Werken der Flötenliteratur aus der zweiten Hälfte des 19. Jahrhunderts zählt. Die Leipziger Erstaufführung am 12. Januar 1884 spielte Carl Reinecke selbst am Klavier, jedoch nicht mit dem Widmungsträger, sondern dem Flötisten Amédée de Vroye. Damalige Kritiken lobten zumeist den Flötisten, bemängelten allerdings eine Klangbalance zu Ungunsten der Flöte, teils wegen der Faktur des Werkes, teils wegen Reineckes Spiel.
Das Autograph des Werkes ist nicht erhalten und die beiden Drucke von 1882 weisen Unterschiede auf. 1883 erschien eine Bearbeitung für Violine, 1885 eine weitere für Klarinette, jeweils vom Komponisten verfertigt und mit unverändertem Klavierpart.

## Literarischer Hintergrund und Charakterisierung

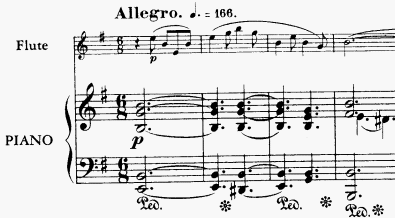
Undine, Beginn 1. Satz, Hauptthema

Literarische Grundlage bildet das 1811 erschienene Kunstmärchen Undine von Friedrich de La Motte Fouqué. Die als Findelkind bei einem Fischerehepaar aufgewachsene Undine bleibt als Wassergeist seelenlos, bis sie auf einen Menschen trifft, mit dem sie die Ehe schließen kann. Die Verbindung mit dem Ritter Huldbrand scheitert jedoch und Huldbrand heiratet eine Menschenfrau. Die ins Wasser zurückgekehrte Undine erscheint nur nochmals, um Huldbrand bei dessen Hochzeit den Todeskuss zu geben. 
Die Spieldauer der Sonate mit der Grundtonart e-Moll, deren vier Sätze die Stimmungen des Märchens widerspiegeln, liegt bei etwa 18 bis knapp 20 Minuten. Die Satzüberschriften lauten:
1. Allegro
2. Intermezzo. Allegretto vivace – Più lento, quasi Andante
3. Andante tranquillo
4. Finale. Allegro molto agitato ed appassionato, quasi Presto

Dem ersten Satz liegt die Sonatenform zugrunde. Reinecke verwendet Motive ähnlich derjenigen, die Felix Mendelssohn Bartholdy in seiner rund 50 Jahre früher entstandenen Ouvertüre Das Märchen von der schönen Melusine einsetzte: ein Quint-Oktav-Thema im 6/8-Takt als Symbol der Nixe und wellenartige Sechzehntelläufe für das Wasser. Ein Seitenthema der Flöte in h-Moll lässt sich als Symbol für Undines Sehnsucht interpretieren.
Im zweiten Satz spielen sich Flöte und Klavier einander gebrochene Staccato-Akkorde zu. Der in H-Dur stehende Trioteil, von der Flöte „Ohne jegliche Bebung im Tone“ zu spielen, scheint Undines geheimnisvolles Wesen zu beschreiben.
Der dritte Satz in G-Dur schildert die Zuneigung des Paares. Der Mittelteil Molto vivace wirkt hingegen wie ein aufflammender Streit. 
Das zur Tonart e-Moll zurückkehrende Finale beginnt mit einem Tritonus, wirkt unruhig und zunehmend konflikthaft. Der Satz schließt im Più lento und mit einer Reminiszenz an das Thema der Undine-Erscheinung aus dem zweiten Satz.